# Rich Nugent
Richard B. Nugent dit Rich Nugent, né le 26 mai 1951 à Evergreen Park dans l'Illinois, est un homme politique américain, élu républicain de Floride à la Chambre des représentants des États-Unis de 2011 à 2017.

## Biographie

### Jeunesse, famille et carrière professionnelle

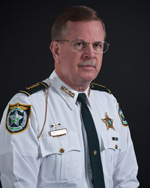
Portrait de Nugent, alors shérif.

Rich Nugent est originaire d'Evergreen Park dans le comté de Cook en Illinois. Il rejoint la garde nationale de l'armée de l'air de l'Illinois entre 1969 et 1975. Il a trois enfants, dont deux sont diplômés de l'académie militaire de West Point.
En 2000, il est élu shérif du comté de Hernando, après avoir été le bras droit de son prédécesseur. Après sa réélection en 2008, il annonce qu'il ne sera pas candidat à un nouveau mandat en 2012.

### Représentant des États-Unis
En 2010, il se présente à la Chambre des représentants des États-Unis dans le 5e district de Floride en accord avec la représentante sortante Ginny Brown-Waite (en), qui se retire juste après la date limite de dépôt des candidatures, provoquant des critiques au sein du parti. Nugent remporte la primaire républicaine en rassemblant environ 62 % des voix face à Jason Sager, issu de la droite du Tea Party. Il devient alors le favori de l'élection générale, dans une circonscription favorable aux républicains. Il est élu représentant avec 67,4 % des voix face au démocrate James Piccillo. Conservateur, Nugent rejoint le caucus du Tea Party après son élection.
Les circonscriptions de Floride sont redessinées en 2011. Il est réélu dans le 11e district avec 64,5 % des suffrages en 2012 et 66,7 % en 2014. Début 2015, il est l'un des 25 républicains à voter contre la réélection de John Boehner à la présidence de la Chambre des représentants et perd ainsi sa position au sein de la commission du règlement.
Le 2 novembre 2015, il annonce qu'il n'est pas candidat à un quatrième mandat en 2016, affirmant vouloir passer plus de temps avec sa famille. Il évoque également sa frustration vis-à-vis du processus législatif, estimant « probablement ne pas être fait pour être législateur ».